# Sonderwaffenlager Großenhain

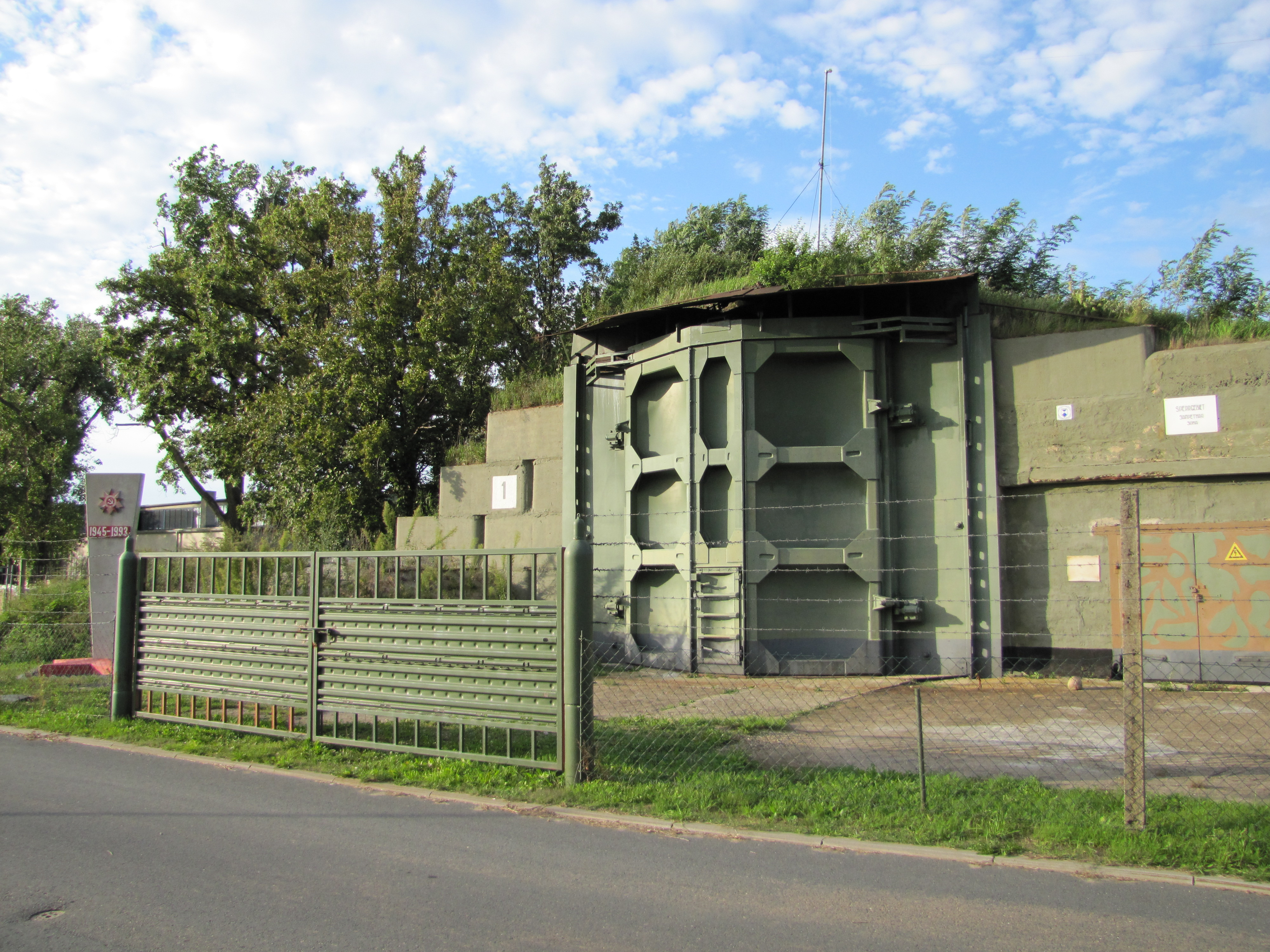
Bunker Granit Typ 1, Nr. 1 der Sowjetarmee beim Flugplatz Großenhain

Das ehemalige Sonderwaffenlager Großenhain auf dem Flugplatz Großenhain ist eine Bunkeranlage. Er wurde als ein militärisches Bauwerk der Sowjetischen Streitkräfte, zur Zwischenlagerung von Sonderwaffen während des Kalten Krieges genutzt.

## Hintergrund

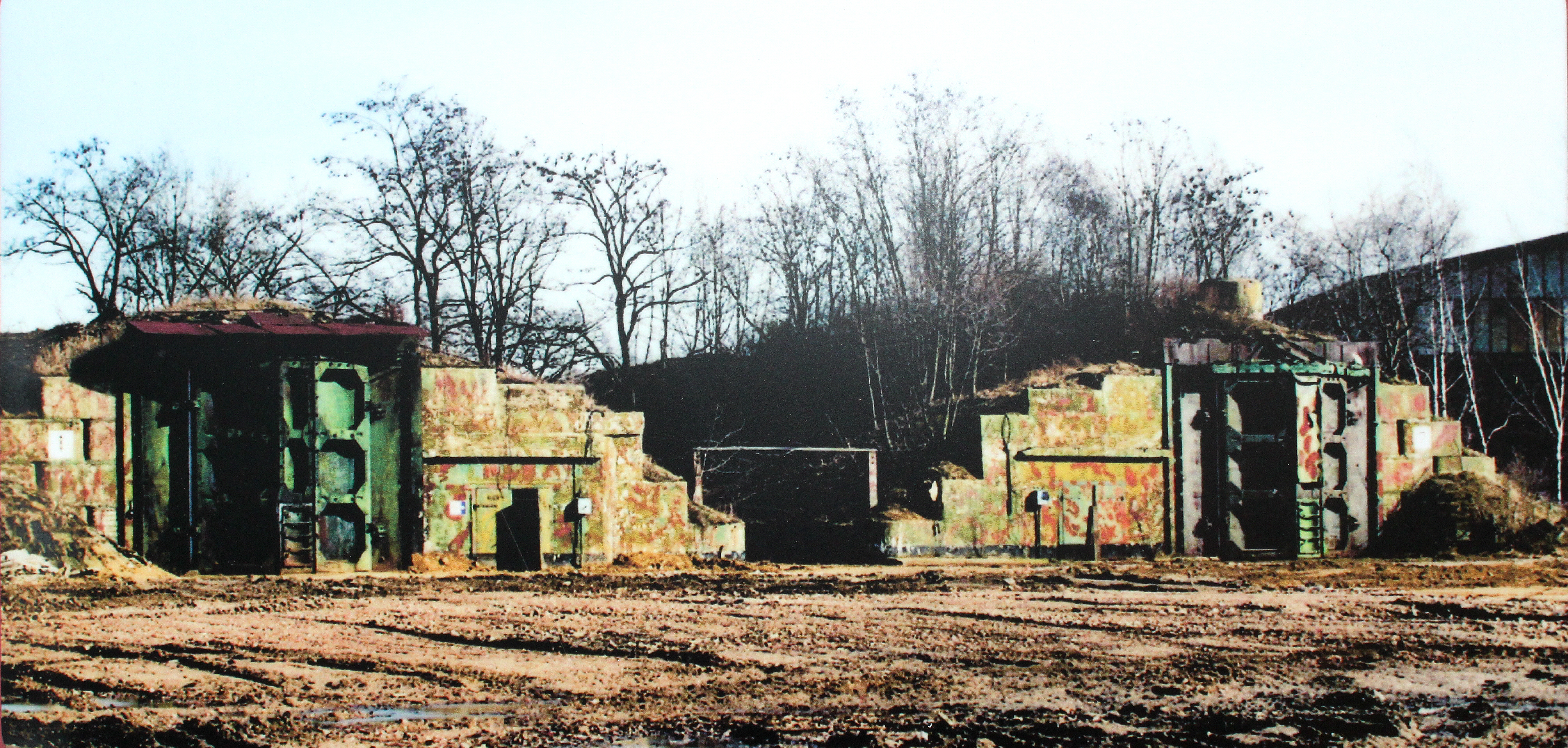
Die beiden Bunker, kurz nach dem Abzug der russischen Truppen 1994. Die Laderampe vor dem Bunker ist bereits abgerissen.

Im Kriegsfall sollten Flugzeuge als Träger atomarer Munition gegen Ziele im feindlichen Hinterland eingesetzt werden. Die dafür nötigen Kernwaffenlager wurden auf oder in unmittelbarer Nähe von Militärflugplätzen angelegt. Sie zeichnen sich durch einen besonderen Schutz vor elektromagnetischen Gefahren aus. Es existierten mindestens drei unterschiedliche Typen dieser Bunkeranlage auf dem Gebiet der ehemaligen DDR.
In der sächsischen Stadt Großenhain bestand von 1945 bis 1993 ein sowjetischer Militärflugplatz, auf dem die 105. Jagdbombenfliegerdivision der Gruppe der Sowjetischen Streitkräfte in Deutschland (GSSD) stationiert war. Hier wurde ein derartiger Bunkerkomplex der Variante Granit 1 zwischen 1972 und 1974 erbaut. Die dafür nötigen Bauteile wurden aus Gründen der Geheimhaltung nachts aus der damaligen Volksrepublik Polen angeliefert.

## Aufbau

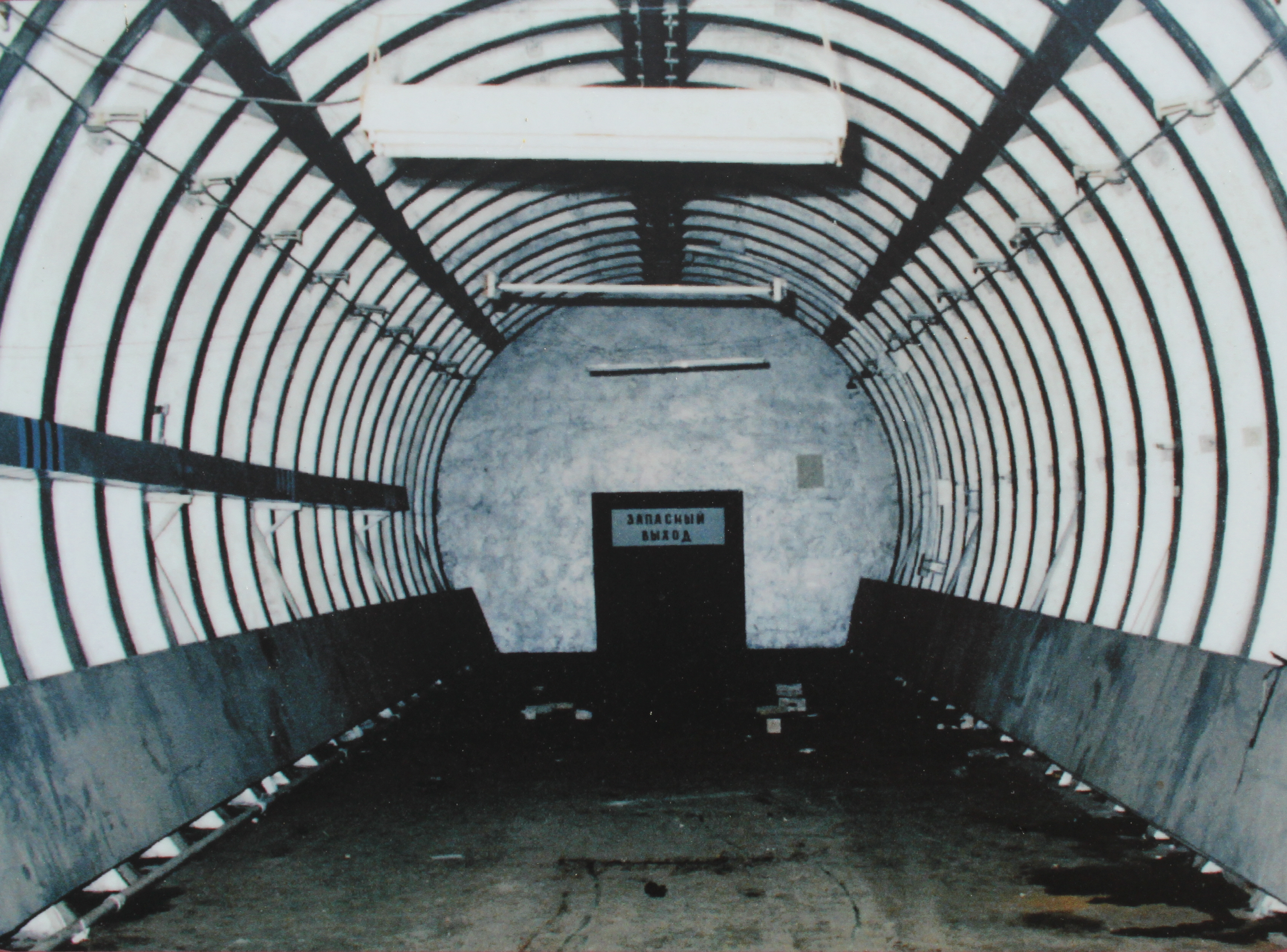
Das Bunkerinnere besteht aus Betonfertigteilen.

Das Sonderwaffenlager bestand aus zwei Bunkern, mit jeweils einem eigenen Maschinenraum. Sie wurden aus mehreren kreisförmigen Betonfertigteilen zu einer Röhre zusammengesetzt, vergleichbar mit dem Bau eines Tunnels. Der Boden wurde dann mit Beton ausgegossen, um eine ebene Grundfläche zu erhalten. Verschlossen wurde der Bunker mit einer stählernen Drucktür. Die beiden Bunker waren durch eine Verladerampe verbunden.
Das Sicherheitsgelände innerhalb des Militärflugplatzes war dreifach eingezäunt. Dabei bestand der innerste Zaun aus aufgestellten Sandblechen, die beiden äußeren Zäune aus Stacheldraht. Nachts wurde das gesamte Objekt komplett ausgeleuchtet. Der Bunkerkomplex wurde durch eine Spezialwachmannschaft des sowjetischen Geheimdienstes KGB gesichert.

## Gegenwart
Nach dem Abzug der sowjetischen Truppen bis 1993 erfolgte die Übergabe des Flugplatzes an den Freistaat Sachsen. Im Jahr 2000 wurde das ehemalige Sonderwaffenlager von einem militärhistorisch interessierten Bürger zuerst als Garage für mehrere Fahrzeuge übernommen. Der Bunkerkomplex wurde dann weitestgehend in den originalen Zustand versetzt und 2004 unter Denkmalschutz gestellt. Heute befindet sich im Bunker Nummer 1 die Ausstellung zur Geschichte des Flugplatzes Großenhain von 1913 bis zur Gegenwart und im Bunker Nummer 2 ein Funkstandort der Funkamateure. des DARC-Ortsverbandes Großenhain (S18). An diesem Standort befindet sich auch eine Remotestation des DARC, die nutzbar ist für dessen Mitglieder und den weltweiten Austausch der Funkamateure untereinander dient.